# 奧倫多夫科納斯 (紐約州)
奧倫多夫科納斯（英語：Orendorf Corners）是位於美國紐約州赫基默縣的非建制地區。

## 地理
奧倫多夫科納斯所處的海拔為高於海平面481米（即1578英呎），而該地所採用的時區為UTC-5，即北美东部时区（EST）。同時該地設有夏令時間，為UTC-5調快一小時，即UTC-4（EDT）。